# Oldenburg (Oldenburg) Hauptbahnhof
Oldenburg (Oldenburg) Hauptbahnhof (kurz Oldenburg (Oldb) Hbf) ist der Hauptbahnhof der niedersächsischen Großstadt Oldenburg (Oldenburg). Nach der sukzessiven Stilllegung anderer Haltepunkte und Bahnhöfe wie in Ofenerdiek oder Osternburg war er bis zur Eröffnung des Haltepunktes in Wechloy Mitte 2015 der einzige Bahnhof mit Personenverkehr im Stadtgebiet.
Es handelt sich um einen Durchgangsbahnhof, der über sieben Bahnsteiggleise verfügt. Das große Empfangsgebäude wurde im Stil der Reformarchitektur errichtet. Oldenburg (Oldb) Hbf wird von der DB Station&Service als Bahnhof der Kategorie 2 eingestuft. Er ist der einzige Bahnhof in Niedersachsen mit einer Bahnhofshalle. Täglich verkehren am Hauptbahnhof Oldenburg ca. 20.000–25.000 Reisende und rund 350 Züge. Dies wird hauptsächlich vom Nah- und Fernverkehr abgedeckt. Zusätzlich passieren noch 5000 Reisende den Zentralen Omnibusbahnhof (ZOB) Oldenburg, der sich an der Nordseite des Bahnhofes befindet.

## Geschichte

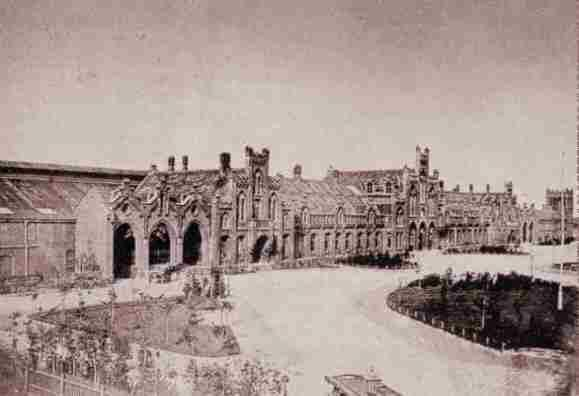
Alter Centralbahnhof (1885)

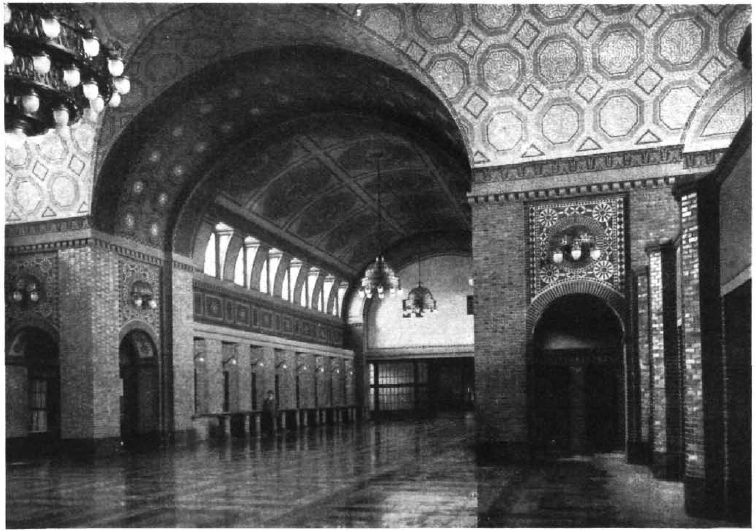
Blick in die Schalterhalle des Oldenburger Hauptbahnhofs vor der Restaurierung in den 1960er Jahren

Oldenburg Hauptbahnhof (1930)

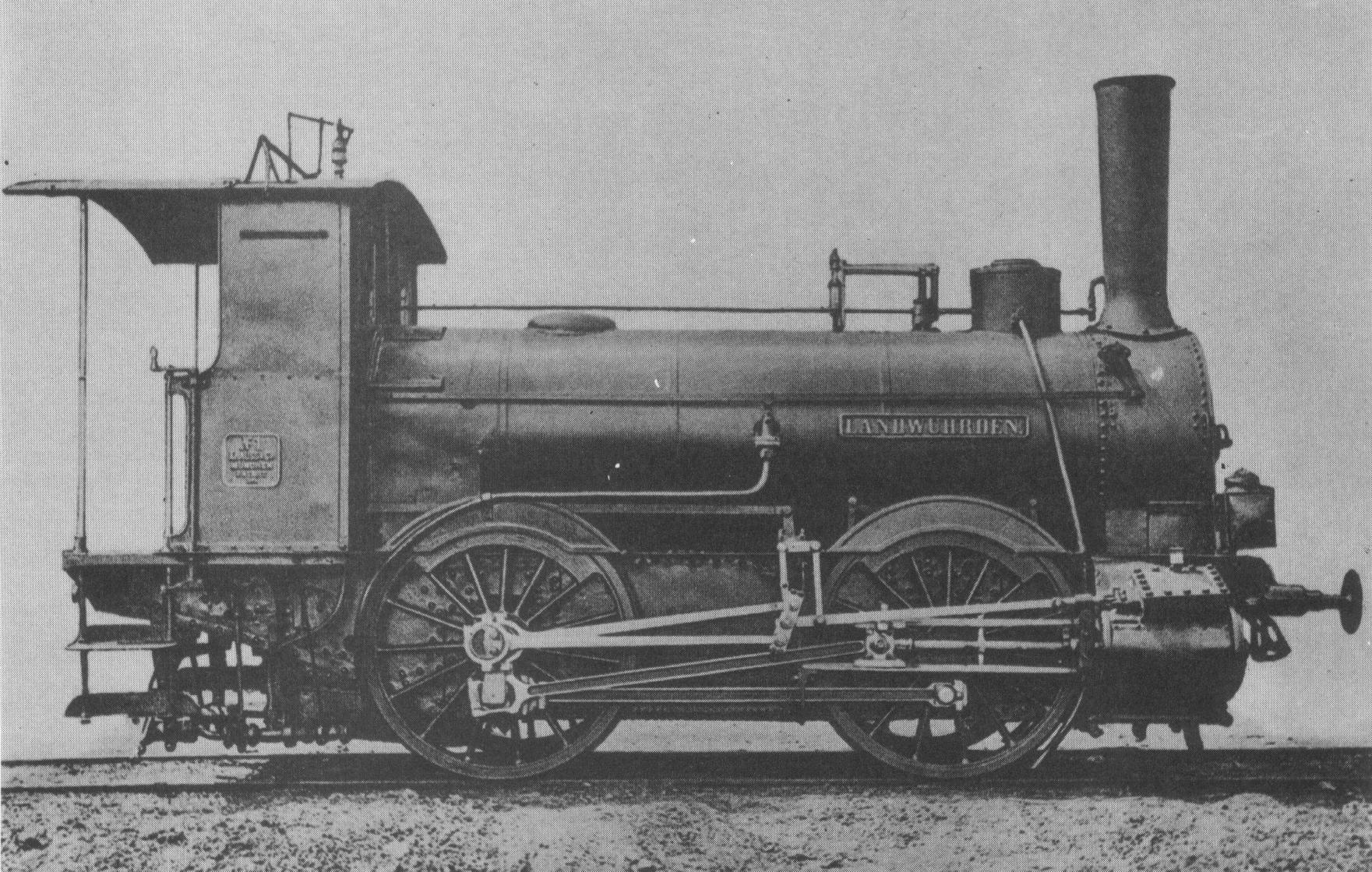
Oldenburgische G 1, Lokomotive der Großherzoglich Oldenburgischen Staatseisenbahnen

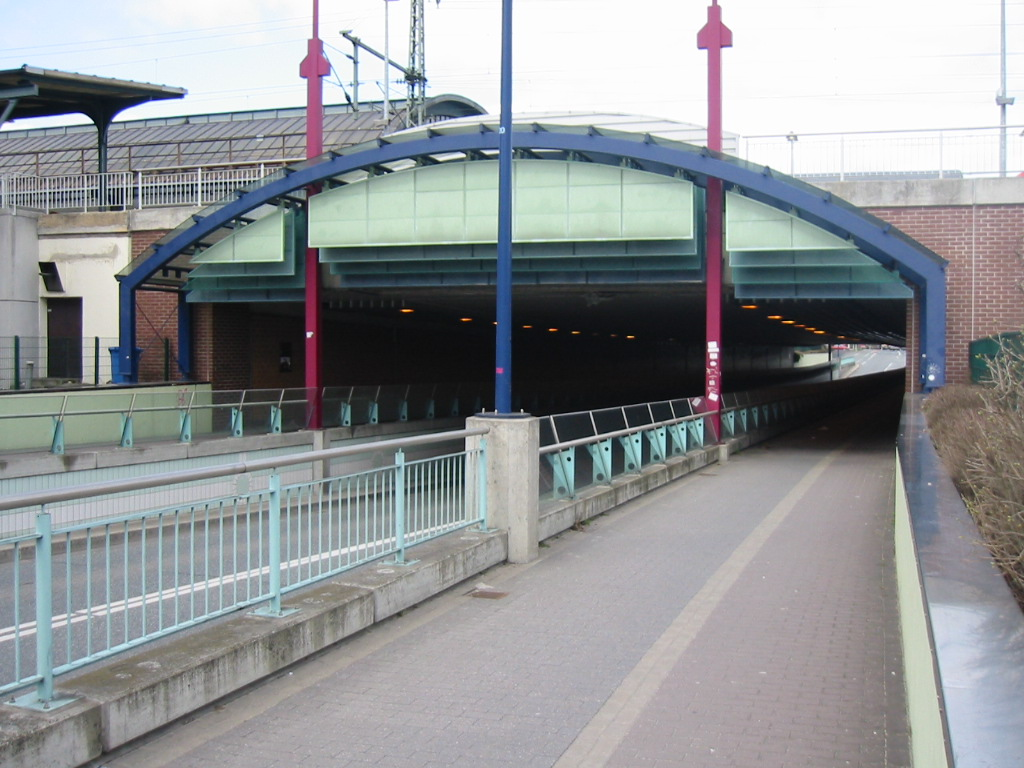
Unterführung der Straßburger Straße

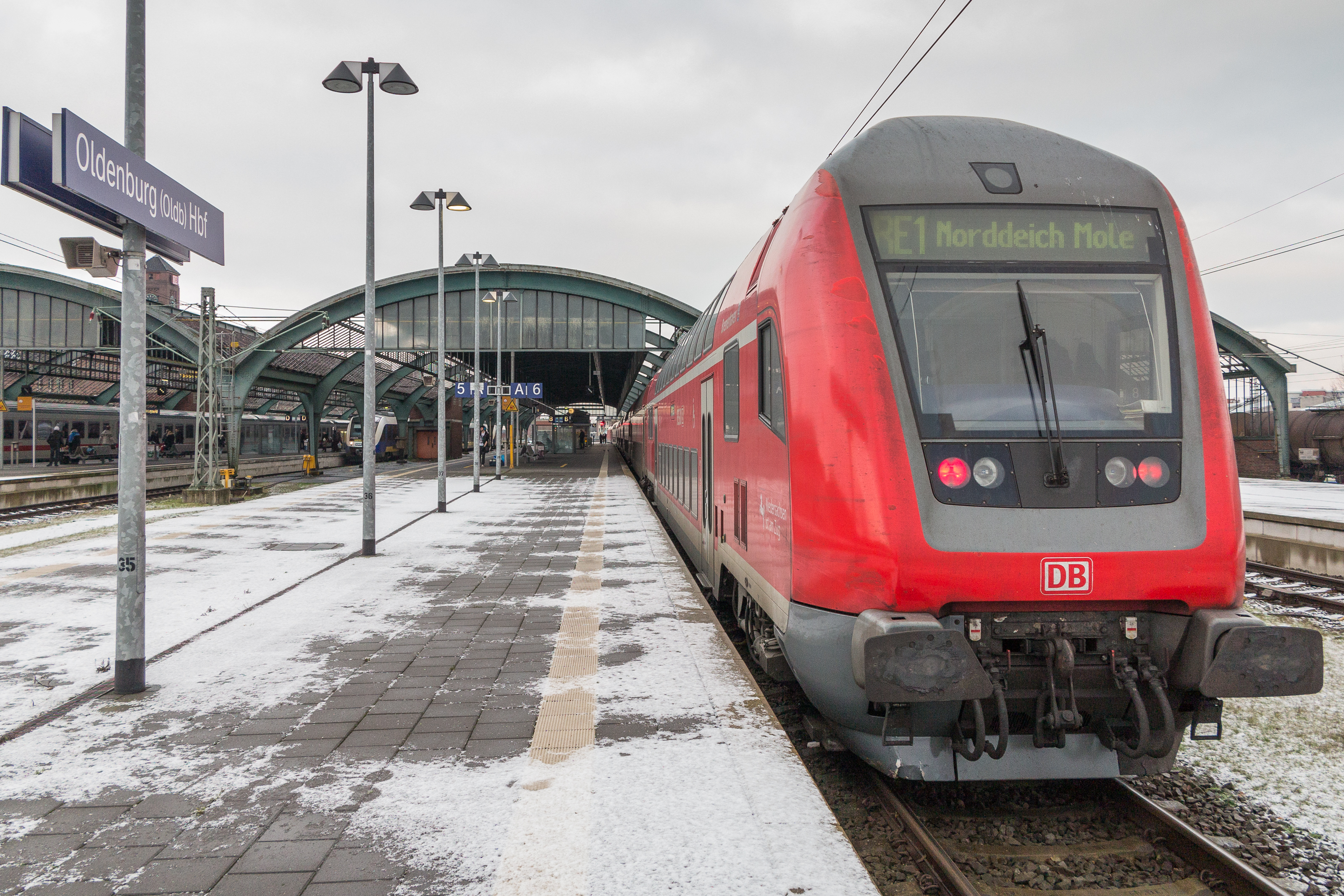
Bahnsteig mit RE nach Norddeich

In der Hauptstadt des Großherzogtums Oldenburg begann der Eisenbahnverkehr mit der Strecke von Oldenburg über Delmenhorst nach Bremen der Oldenburgischen Staatsbahn am 15. Juli 1867.
Ebenfalls im Jahre 1867 wurde am 3. September die durch die Preußischen Staatseisenbahnen finanzierte Verbindung von Oldenburg nach Heppens, dem späteren Wilhelmshaven, gebaut. Der Verkehr wurde ebenfalls von der Oldenburgischen Staatsbahn betrieben, welche 1913 Preußen die Strecke abkaufte, was zu enormen Belastungen des Staatshaushalts führte. In den Jahren zwischen 1898 und 1908 wurde dieser Abschnitt zweigleisig ausgebaut.
Zwei Jahre später, am 15. Juni 1869, folgte die Bahnstrecke Oldenburg–Leer.
Wiederum von der Oldenburgischen Staatsbahn wurde am 15. Oktober 1875 die Bahnstrecke Oldenburg–Osnabrück eröffnet. Von ihr zweigte in Ahlhorn 1885 die Bahnstrecke Ahlhorn–Vechta ab. Die wegen des moorigen Untergrundes unter der Bezeichnung Gummibahn bekannte Nebenbahn von Oldenburg über Ohmstede und Etzhorn nach Brake wurde 1896 in Betrieb genommen.
Der erste Oldenburger Bahnhof wurde am heutigen Cäcilienplatz geplant. 1868 stellte sich jedoch heraus, dass der geplante Bau für die gewachsenen Ansprüche zu klein würde. Daher wurde das Projekt nie realisiert. Stattdessen diente ein umgebauter Güterschuppen den Bewohnern der Residenzstadt für zwölf Jahre als Bahnhof.
Am 21. Mai 1879 wurde schließlich mit dem Centralbahnhof der erste „richtige“ Personenbahnhof Oldenburgs eingeweiht. Er befand sich auf dem Lehmplacken in der Nähe des Pferdemarktes, welcher auch der Standort des heutigen Bahnhofs ist. Entworfen wurde der neogotische Bau durch den bekannten Architekten Conrad Wilhelm Hase. Er galt als einer der größten romantischen Bahnhofsbauten in Deutschland. In unmittelbarer Nähe befanden sich an die Hafenanlagen angeschlossene Schuppen zur Lagerung von Torf, mit der einige Lokomotiven betrieben wurden.
Nachdem der Neubau des Bahnhofs in seiner heutigen Form beschlossen war, richtete man zunächst wieder einen provisorischen Bahnhof ein, der eher den Charakter eines Provinzbahnhofs hatte.
Der heutige Oldenburger Hauptbahnhof wurde nach vierjähriger Bauzeit am 3. August 1915 ohne große Feierlichkeiten eingeweiht, nachdem er bereits am 1. August der Öffentlichkeit zugänglich gemacht worden war. Der Großherzog besuchte den Bahnhof zusammen mit seinen Töchtern erst am 4. August. Das repräsentative Empfangsgebäude wurde nach Entwurf des Architekten und preußischen Eisenbahn-Baubeamten Friedrich Mettegang errichtet, es lässt sich in die zeitgenössische Reformarchitektur einordnen, zeigt aber in den Einzelheiten auch Einflüsse der Heimatschutzarchitektur und des Jugendstils. Für die großherzogliche Familie und fürstliche Staatsgäste war ein separates Gebäude, die sogenannte Fürstenhalle, als Aufenthaltsraum vorgesehen. Im Zuge des Neubaus wurden die Gleise um rund 3,25 m angehoben. Das Empfangsgebäude wurde an den Rand der Gleisanlagen gelegt, da geplant war, den Bahnhof zu einem Durchgangsbahnhof umzubauen. Bis zu diesem Zeitpunkt mussten Reisende, die über Oldenburg hinaus wollten, dort auch umsteigen. Das Hauptportal wurde in die Mittelachse des Hauptplatzes gelegt. Auf der rechten Seite des Gebäudes wurden die Fahrkartenschalter und die Gepäckabfertigung angeordnet, auf der linken Seite befanden sich die Wartesäle für die I. bis IV. Klasse. Neben dem Personentunnel für die Fahrgäste gab es noch einen separaten Post- und Gepäcktunnel mit Aufzügen zu den Bahnsteigen. Der Tarif für die Bahnsteigkarten betrug zu diesem Zeitpunkt 30 Pfennig pro Person.
Am 21. April 1945 wurde der Hauptbahnhof bei einem Luftangriff auf Oldenburg schwer beschädigt. Im Laufe der 1960er Jahre entschloss man sich die reichen Ausmalungen aus der Bauzeit des Bahnhofs zu übermalen und den aufwändig gestalteten Kandelaber abzunehmen. Jener wurde, auch unter Protest, nicht eingelagert, sondern während der Renovierungsarbeiten zerstört.
1961 wurde der Personenverkehr auf der Gummibahn nach Brake eingestellt. Im Laufe der folgenden Jahre ging auch der Güterverkehr in Richtung Brake weiter zurück und das Gleis wurde teilweise zurückgebaut. 1998 wurde auch das letzte Teilstück zwischen dem Hauptbahnhof und Oldenburg-Ohmstede stillgelegt, so dass die Strecke heute langsam zuwächst und unbefahrbar ist.
Im Laufe des Jahres 1992 wurde die Strecke Oldenburg–Leer elektrifiziert.
Am 5. November 2000 übernahm die NordWestBahn den Verkehr auf der Bahnstrecke Oldenburg–Wilhelmshaven und der Bahnstrecke Oldenburg–Osnabrück. Seitdem prägen auch Dieseltriebwagen vom Typ LINT 41 das Bahnhofsbild in Oldenburg. Zuvor verkehrte die DB Regio auf dieser Strecke mit Dieseltriebwagen der Baureihe 624. Im Zuge des Betreiberwechsels zur NordWestBahn wurden die beiden Strecken umfangreich saniert, was eine erhebliche Verkürzung der Reisezeit zwischen Osnabrück und Wilhelmshaven zur Folge hatte und zu einer Verdopplung der Fahrgastzahlen führte.
Seit Dezember 2002 setzt die DB Regio für den Regional-Express zwischen Norddeich Mole und Hannover Doppelstockwagen ein. Nach der im Dezember 2010 vorgenommenen Eröffnung der Regio-S-Bahn Bremen/Niedersachsen mit der NordWestBahn als Betreiber verkehren zwischen Oldenburg und Bremen Elektrotriebwagen vom Typ Coradia Continental in drei- und fünfteiliger Ausführung. Die S-Bahnen fahren über Oldenburg hinaus bis nach Bad Zwischenahn, wobei Mitte 2015 (mit mehrjähriger Verspätung) ein Zwischenhalt in Oldenburg-Wechloy eröffnet wurde.
Im Jahr 2000 wurde auf der Nordseite des Bahnhofs der Zentrale Omnibus-Bahnhof (ZOB) eröffnet, über den der innerstädtische und regionale Busverkehr abgewickelt wird. Zur Erschließung des ZOBs wurde eine neue Straßenunterführung unter den Gleisen des Bahnhofs gebaut sowie ein neuer Eingangsbereich auf der Nordseite geschaffen. 2005 wurden das gesamte Empfangsgebäude sowie die Bahnsteiganlagen saniert. Unter anderem wurden alle Bahnsteige mit Aufzügen, elektronischen Fahrtanzeigern sowie einer tastbaren Pflasterung ausgestattet.
Ende 2013 wurden die IC-Züge zwischen Bremen und Norddeich Mole für die zuschlagfreie Nutzung mit allen Fahrausweisen des Nahverkehrs freigegeben und der Takt auf einen Zwei-Stunden-Takt bis Emden erhöht. Zusammen mit den RE ergibt sich ein angenäherter Stundentakt.
Am 14. Juni 2015 wurde ein Haltepunkt für die Regio-S-Bahnlinie 3, die zwischen Bad Zwischenahn, Oldenburg und Bremen verkehrt, in der Nähe der Carl-von-Ossietzky-Universität im Stadtteil Wechloy eröffnet.
Der Ausbau der Strecke nach Wilhelmshaven verzögerte sich mehrfach. Deren eingleisige Abschnitte wurden bis Ende 2012 zweigleisig ausgebaut, die Elektrifizierung wurde im Oktober 2022 abgeschlossen.

## Betrieb
Der Bahnhof Oldenburg Hbf, die Hemmelsberger Kurve mit den Abzweigstellen Hemmelsberg (seit 1966) und Tweelbäke (seit der endgültigen Stilllegung des Rangierbahnhofes Krusenbusch), sowie die Überleitstelle Oldenburg-Osternburg (seit dem Rückbau zur Überleitstelle) werden vom Stellwerk „Opf“ des Oldenburger Hauptbahnhofes bedient. Das Stellwerk ist ein Drucktastenstellwerk der Firma Lorenz in der Bauform Sp Dr L30 aus dem Jahre 1966. Ursprünglich waren noch drei Nahbedienstellen eingerichtet, von denen aus das Bahnbetriebswerk (BW), der Ablaufberg (R2) und der Ortsgüterbahnhof (R1) direkt gesteuert werden konnten. Zum heutigen Zeitpunkt (2015) ist die Bedienstelle BW abgerissen und nicht mehr vorhanden, und die Bedienstellen R1 und R2 sind stillgelegt und durch Rückbauten und Vandalismus unbrauchbar geworden.

## Empfangsgebäude

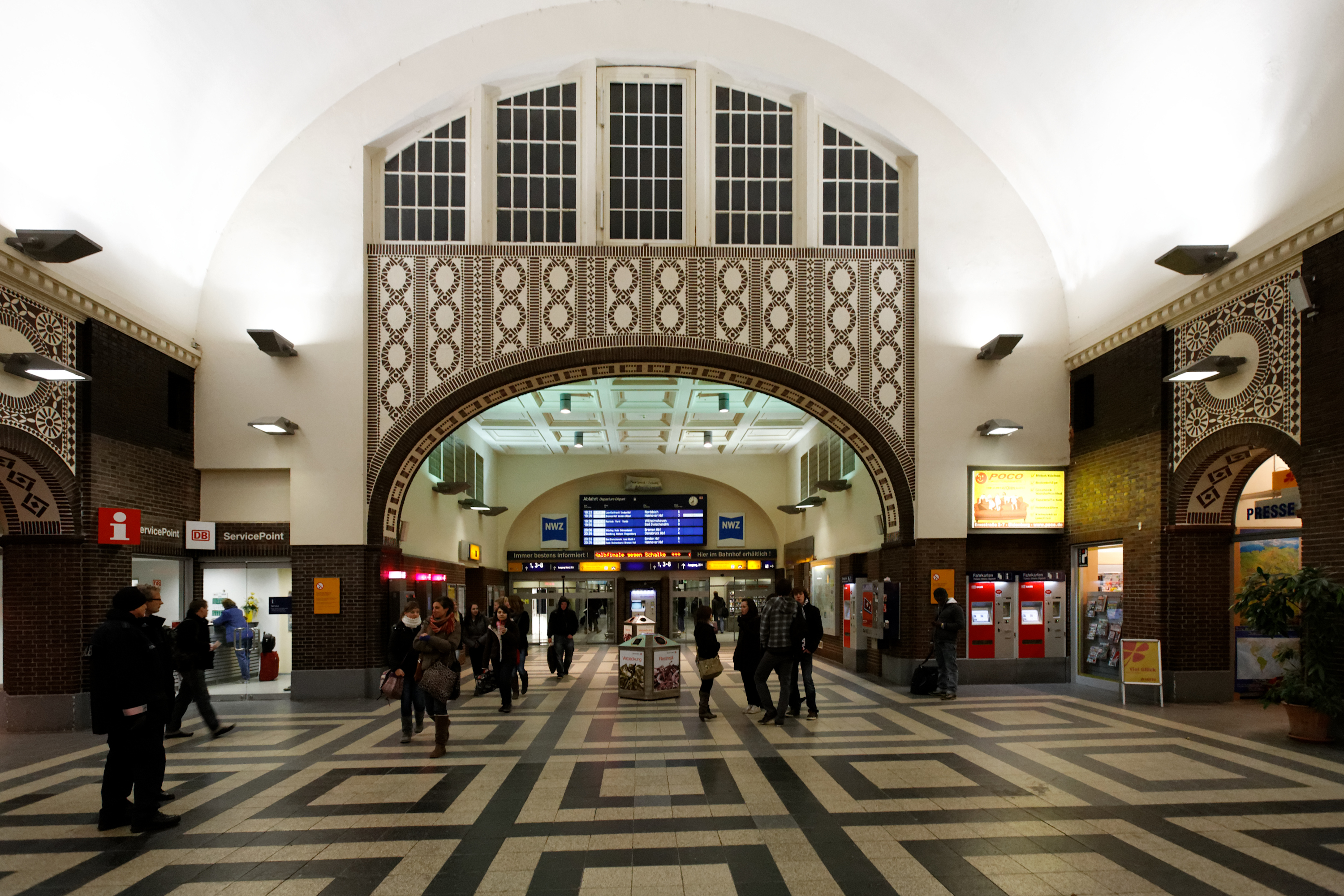
Innenansicht des Empfangsgebäudes

Das Empfangsgebäude ist mit vergleichsweise wenig Geschäften und einem Reisezentrum ausgestattet. Der Haupteingang im Süden zu den niedrigen Gleisnummern hin ist repräsentativ gestaltet. Hier befinden sich die Fahrradparkplätze. Hingegen ist der schlichte nördliche Hintereingang der deutlich geschäftigere, weil sich hier der zentrale Busbahnhof und ein Parkhaus befinden sowie der Fußweg zum 800 Meter entfernten Park and Ride Parkplatz an der Messestraße beginnt. Zwischen den beiden Eingängen werden die Bahnsteige im Personentunnel unterquert, die sämtlich mit Aufzügen versehen sind. Seit Ende 2023 wird die Empfangshalle, im Zuge der umfassenden Sanierungen, wieder mit der historischen Malerei dekoriert. Ebenso werden die Wartesäle der III. und IV. Klasse in den Ursprungszustand versetzt. Die Arbeiten dauern voraussichtlich bis 2027 an.

## Gleishalle und deren Sanierung

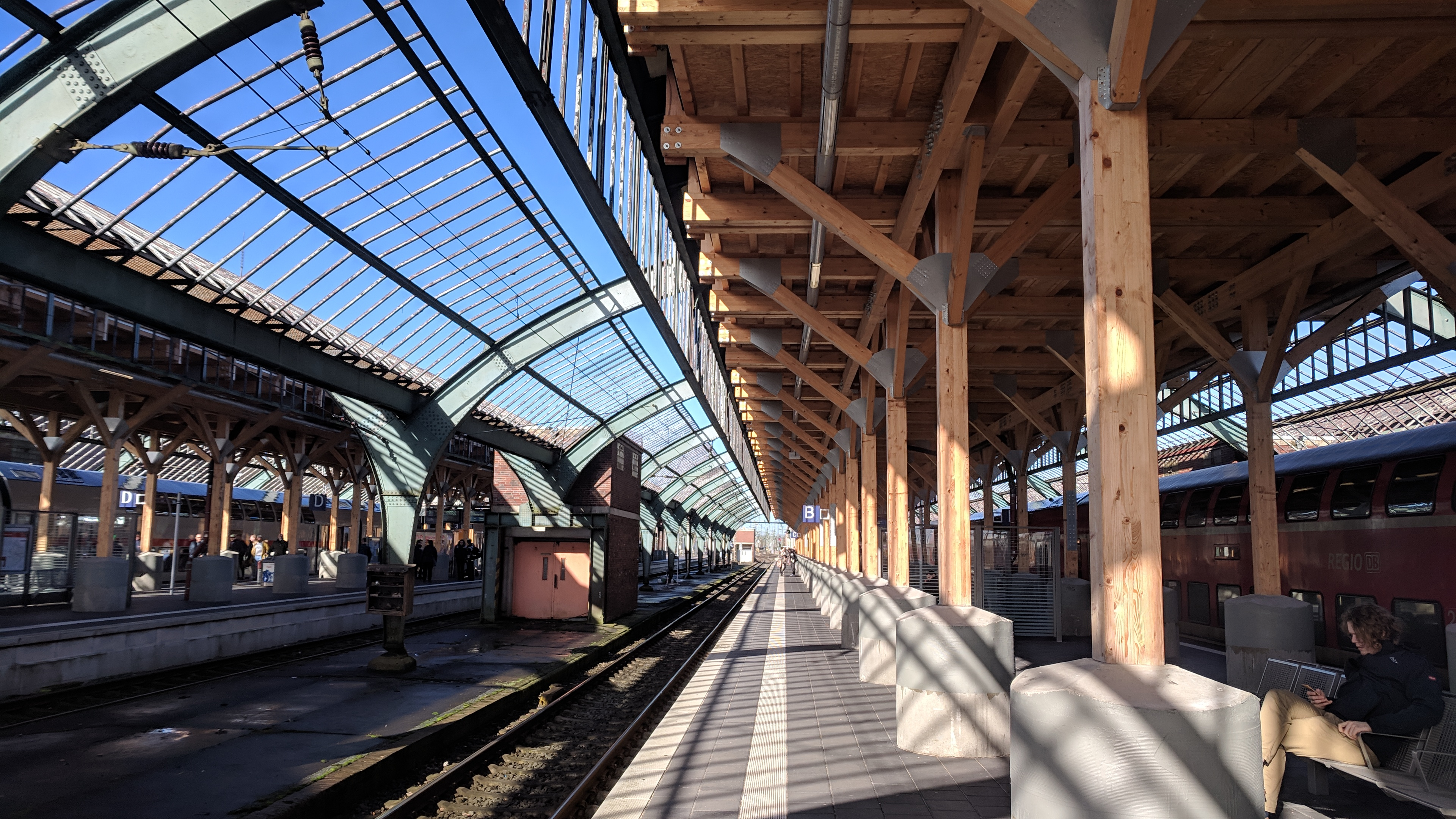
Provisorische Holzüberdachung der Bahnsteige in der Gleishalle

Als einziger Bahnhof Niedersachsens besitzt der Hauptbahnhof Oldenburg eine Gleishalle. Die stählerne Konstruktion wurde 1915 errichtet und war ursprünglich mit Glas ausgefacht. Sie steht wie auch die meisten anderen Bauwerke des Bahnhofs unter Denkmalschutz.
In den 2000er Jahren wurde festgestellt, dass die tragenden Dachstützen in den Boden einsinken. Zur Gewichtsentlastung ließ die Bahn 2013 die Glasausfachung entnehmen. 2017 errichtete sie ohne vorherige Unterrichtung der Stadt auf den Bahnsteigen ein provisorisches Holzdach innerhalb der Gleishalle, das vor Regen und herunter fallenden Dachteilen schützen und bis zum Abschluss einer Sanierung im Jahre 2028 erhalten bleiben soll. Hierzu wird die Gleishalle vorübergehend abgebaut, in Innenräumen restauriert und nach Ertüchtigung von Gleisbett, Bahnsteigen sowie deren Gründung neu aufgebaut. Die neue Gründung soll auch dem stark zunehmenden schweren Güterverkehr zum JadeWeserPort in Wilhelmshaven standhalten. Dieser muss durch den Bahnhof geführt werden, nachdem die Bahn den Bau einer Güterumfahrungsstrecke für Oldenburg abgelehnt hatte. Die Kosten für die Bahnhofssanierung werden auf 60 Millionen Euro geschätzt. Der Bahnsteig an den Gleisen 7 und 8 ist bis voraussichtlich Juni 2024 gesperrt, da hier die Sanierung durchgeführt wird.

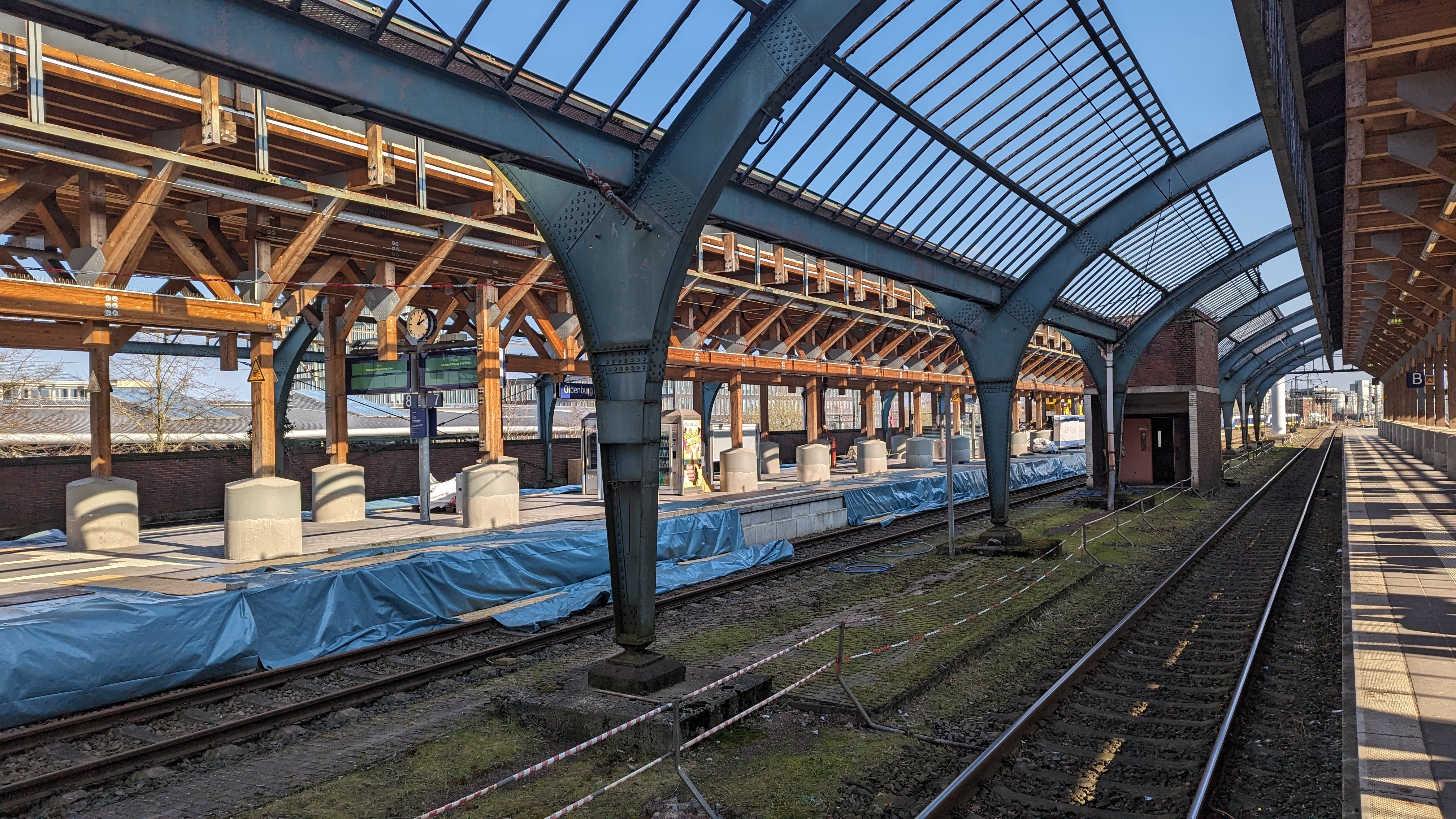
Gleishalle des Hauptbahnhof Oldenburg 2024 während der Sanierung (Blick auf Gleis 7/8)

Ursprünglich wollte die Bahn die Gleishalle komplett abreißen und gegen das übliche Schmetterlingsdach ersetzen. Dagegen sträubte sich die Stadt Oldenburg, die den historischen Bau erhalten möchte. Der ehemalige Bahnchef Rüdiger Grube brachte 2016 eine Replik in die Diskussion. So ließ die Bahn die drei Varianten Schmetterlingsdach, Replik und Sanierung ergebnisoffen prüfen. Sie macht jedoch klar, dass sie bei einer über den unbedingt notwendigen Finanzrahmen hinausgehenden Lösung Unterstützung von dritter Seite erwartet.

## Anbindung

### Gleisaufteilung
Der Bahnhof verfügt über einen Hausbahnsteig an Gleis 1 sowie über drei Mittelbahnsteige an den Gleisen 3/4, 5/6, und 7/8. Die Gleise 2, 9 und 10 haben keine Bahnsteige.

### Schienenverkehr

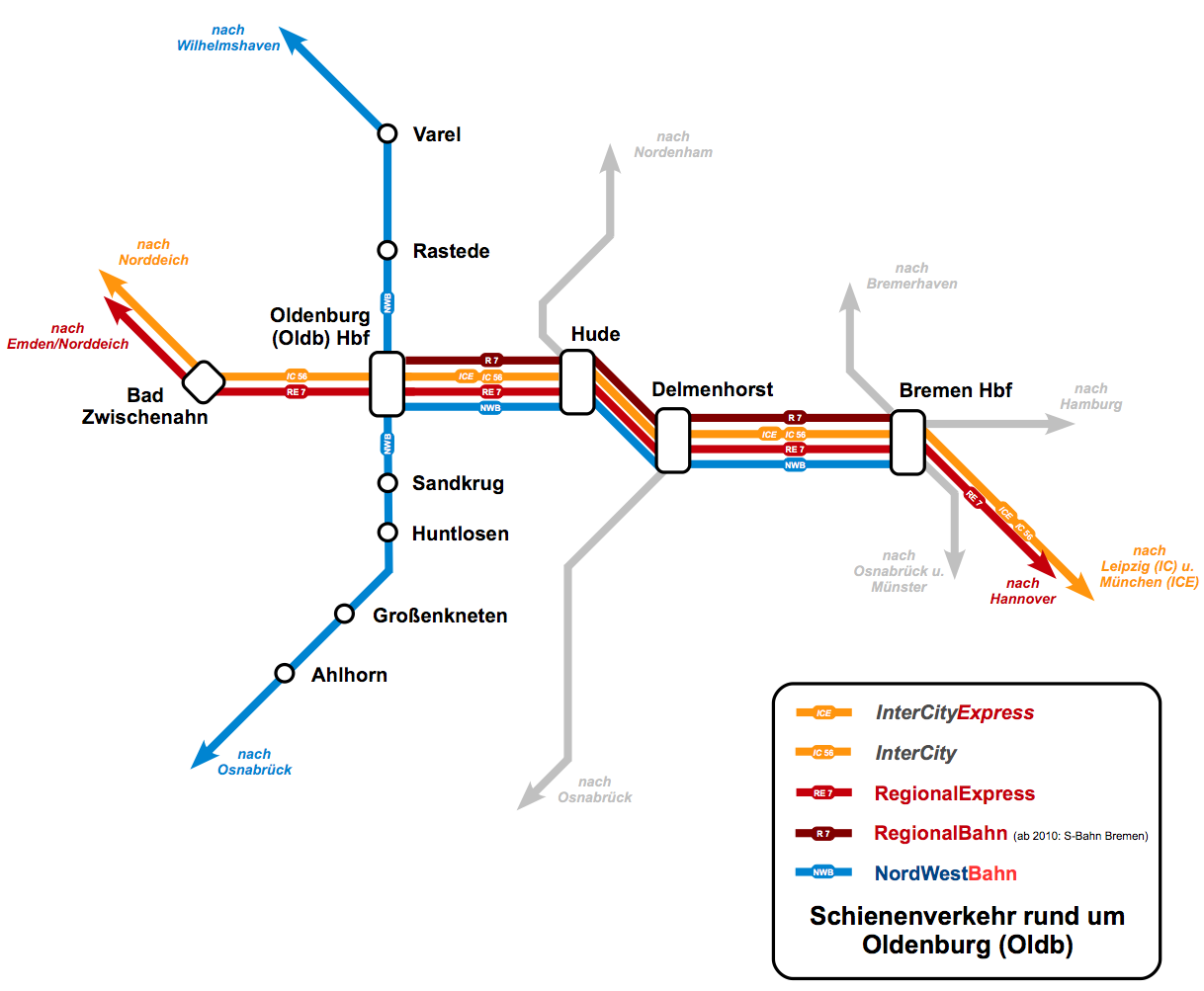
Ehemaliges Liniennetz rund um Oldenburg

#### Fernverkehr
Der Schienenpersonenfernverkehr in Oldenburg wird vor allem vom Intercity nach Leipzig, Berlin und Stralsund durchgeführt. Des Weiteren beginnen bzw. enden in Oldenburg einzelne Intercity-Express-Züge jeweils in Tagesrandlage. (Stand: Jahresfahrplan 2022)
| Linie  | Linienverlauf | Takt                                            | Fahrzeugmaterial |
| ------ | --- | ----------------------------------------------- | ---------------- |
| ICE 25 | Oldenburg – Bremen – Hannover – Kassel-Wilhelmshöhe – Würzburg – Ingolstadt – München                               | ein Zug täglich                                 | ICE 2            |
| ICE 56 | Berlin Gesundbrunnen – Berlin – Berlin Spandau – Wolfsburg – Hannover – Nienburg – Verden – Delmenhorst – Oldenburg | ein Zug täglich                                 | ICE 2            |
| IC 56  | Norddeich Mole – Emden – Leer – Oldenburg – Bremen – Hannover – Magdeburg – Halle – Leipzig                         | Zweistundentakt                                 | IC 2             |
| IC 56  | Emden Außenhafen – Oldenburg – Bremen – Potsdam – Berlin – Cottbus                                                  | ein Zug am Tag, Sa nur bis Berlin Gesundbrunnen | IC 2             |
| IC 56  | Stralsund – Prenzlau – Eberswalde – Berlin Gesundbrunnen – Hannover – Bremen – Oldenburg (Oldb)                     | ein Zug pro Woche, sonntags (nur eine Richtung) | IC 1             |

Alle Intercitys sind westlich von Bremen zu Nahverkehrstarifen, darunter auch dem Deutschlandticket, nutzbar.

#### Regionalverkehr
Im Schienenpersonennahverkehr bedienen mehrere Regional-Express-Linien und Linien der Regio-S-Bahn Bremen/Niedersachsen den Bahnhof. (Stand: Jahresfahrplan 2023)
| Linie | Linienverlauf | Takt                              | Betreiber     | Fahrzeugmaterial                                                  | Anmerkung                       |
| ----- | --- | --------------------------------- | ------------- | ----------------------------------------------------------------- | ------------------------------- |
| RE 1  | Norddeich Mole – Norddeich – Norden – Marienhafe – Emden Hbf – Leer (Ostfriesland) – Augustfehn – Westerstede-Ocholt – Bad Zwischenahn – Oldenburg (Oldb) Hbf – Hude – Delmenhorst – Bremen Hbf – Bremen-Mahndorf – Achim – Verden (Aller) – Dörverden – Eystrup – Nienburg/Weser – Neustadt a Rübenberge – Wunstorf – Hannover Hbf Stand: Fahrplanwechsel Dezember 2024 | 120 min                           | DB Regio Nord | Baureihe 146.1/2 + 7 Doppelstockwagen (Dosto97, Dosto00, Dosto10) |                                 |
| RE 18 | Osnabrück Hbf – Bramsche – Cloppenburg – Oldenburg (Oldb) Hbf – Varel (Oldb) – Wilhelmshaven | 60 min                            | NordWestBahn  | Alstom Coradia LINT41                                             | Mo–Fr Taktverdichter in der HVZ |
| RS 3  | Bremen Hbf – Bremen-Neustadt – Heidkrug – Delmenhorst – Hoykenkamp – Schierbrok – Bookholzberg – Hude – Wüsting – Oldenburg (Oldb) Hbf (– Oldenburg-Wechloy – Bad Zwischenahn) (einzelne Züge in Tagesrandlage) Stand: Fahrplanwechsel Dezember 2023 | 60 min                            | NordWestBahn  | Stadler Flirt 3XL Alstom Coradia Continental                      |                                 |
| RS 3  | Oldenburg (Oldb) Hbf – Rastede – Jaderberg – Varel (Oldb) – Sande – Wilhelmshaven Stand: Fahrplanwechsel Dezember 2023 | 120/180 min (wochentags tagsüber) | NordWestBahn  | Stadler Flirt 3XL Alstom Coradia LINT41                           |                                 |
| RS 30 | Bremen Hbf – Delmenhorst – Hude – Oldenburg (Oldb) Hbf – Oldenburg-Wechloy – Bad Zwischenahn Stand: Fahrplanwechsel Dezember 2023 | 60 min                            | NordWestBahn  | Stadler Flirt 3XL Alstom Coradia Continental                      |                                 |

## Zentraler Omnibusbahnhof Oldenburg

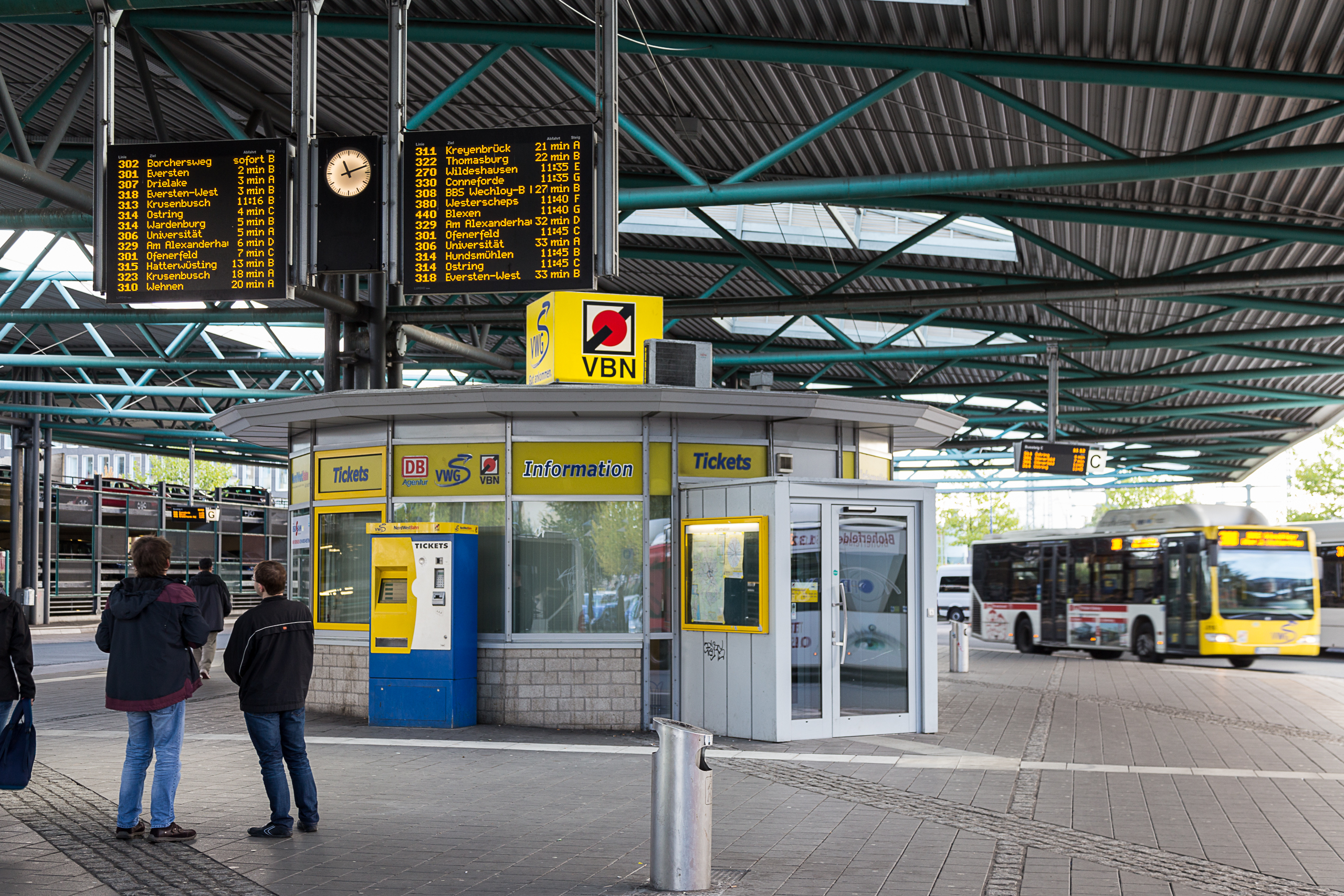
Oldenburg ZOB beim Hauptbahnhof

Der ZOB Oldenburg ist die Hauptumsteigestelle im Öffentlichen Personennahverkehr (ÖPNV) und besteht aus sechs Bussteigen.
Auf der großen Verkehrsinsel der Stadtverkehrlinien befindet sich ein Infocenter des Verkehrsverbundes Bremen/Niedersachsen.
Den ZOB Oldenburg passieren täglich über 5000 Menschen. Der ZOB Oldenburg wird von unterschiedlichen Gesellschaften angefahren:

### Stadtbuslinien der Verkehr und Wasser GmbH
| Linie | Linienführung |
| ----- | --- |
| 301   | Metjendorf – Ofenerfeld – Bahnhof Ofenerdiek – Scheideweg – Nadorster Straße – Hbf/ZOB – Lappan – Hauptstraße – Edewechter Landstraße – Osterkampsweg – Eversten (Schramperei) |
| 302   | BBS Wechloy – Alexanderstraße – Hbf/ZOB – Osternburg-Bremer Straße – Lappan – Helmsweg – Ostkreuz – Gewerbegebiet Tweelbäke-West – Am Schulgraben – Borchersweg |
| 304   | Ofenerdiek/Feldahornweg – Paul-Tantzen-Straße – Scheideweg – Eßkamp – Pferdemarkt – Lappan – Cloppenburger Straße/Kreyenbrück – Bümmerstede |
| 306   | ZOB – Lappan – Universität Oldenburg/Campus Haarentor – Carl-von-Ossietzky-Straße (Campus Wechloy / Naturwissenschaften und Mathematik) |
| 308   | ZOB – Lappan – Auguststraße – Neuer Friedhof – Vahlenhorst – Rauhehorst/BBS Wechloy/Johann-Justus-Weg |
| 309   | ZOB – Hauptbahnhof Süd – Lappan – Oldenburger Theater – Dobbenviertel – Bloherfelder Straße - Ofener Straße – Kennedystraße – Bloherfelde - Petersfehn – / Wildenloh – / (Eschenplatz –) Friedrichsfehn |
| 310   | ZOB – Lappan – Ammerländer Heerstraße – Universität Oldenburg/Campus Haarentor – Wechloy/Famila XXL – Am Tegelbusch – Ofen (Bad Zwischenahn) – Wehnen |
| 311   | ZOB – Lappan – Wunderburgviertel – Klinikum Oldenburg – Brandenburger Straße – Stralsunder Straße – Max-Beckmann-Straße –Kreyenbrück |
| 313   | Ofenerfeld – Metjendorf – Fliegerhorst – Alexanderstraße – Hbf/ZOB – Bahnhof Osternburg – Zaunkönigstraße – Eisvogelring – Kiebitzweg – Im Krusenbusch (Siedlungsgebiete entlang des Bahndamms) – Bahnhof Krusenbusch – Scharfgarbenweg – Krusenbusch                                                                           |
| 314   | Ostring – Waldfriedhof – Lagerstraße – Langenweg – Real – Rennplatz – Brahmkamp – Donnerschweer Stadtteilzentrum – Weser-Ems-Halle – Hbf/ZOB – Lappan – Marschweg/OLantis Huntebad – Bodenburg-Sodenstich – Kanalbrücke – Hundsmühlen bis Tungeln                                                                               |
| 315   | ZOB – Lappan – Staatsarchiv Oldenburg/Gerichtsviertel – Graf-Anton-Günther-Schule – Bachstraße (Komponistenviertel) – Osternburger Kanal – Cloppenburger Straße – Klein-Bümmerstede – Streekermoor – Sandkrug (Hatten) – Hatterwüsting                                                                                          |
| 318   | ZOB – Lappan – Hauptstraße – Edewechter Landstraße – Neubaugebiet Eversten-West (Usedomstraße/Nordseestraße) |
| 321   | ZOB – Lappan – Wunderburgviertel – Klinikum Oldenburg – Brandenburger Straße – Giesenweg – Klingenbergplatz – Alter Postweg – Meerkamp – Hertzstraße – Franz-Marc-Straße – Kreyenbrück |
| 322   | Ostring – Nadorst – ZOB – Lappan – Hauptstraße – Bodenburg-Sodenstich – Hausbäker Weg – Edewechter Landstraße – Thomasburg |
| 323   | Wahnbek bis Nordkreuz – Etzhorn – Ohmstede – Mühlenhofsweg – Trommelweg – Schlieffenstraße (Kasernenviertel) – Donnerschwee – Weser-Ems-Halle – Hbf/ZOB – Lappan – Bahnhof Osternburg – Bahnhofsallee – Kreyen-Centrum – Dwaschweg – Bahnhof Krusenbusch – Scharfgarbenweg – Krusenbusch                                        |
| 324   | Ostring – Waldfriedhof – Lagerstraße – Langenweg – Real – Nadorst – Hbf/ZOB – Lappan – Friedhof Eversten – Staakenweg – Ulhornsweg – Universitätsbibliothek – Artillerieweg – Infanterieweg (Univiertel) – Dietrichsweg – Wittingsbrook – Johann-Justus-Weg – BBS Wechloy                                                       |
| 325   | ZOB – Lappan – Bremer Straße – Klingenbergplatz – Sandkrug – Hatterwüsting, Schütterei – Denkmal |
| 329   | Metjendorf – Heidkamp/Metjendorf – Ofenerfeld/Am Alexanderhaus – Fliegerhorst – Alexanderstraße – Hbf/ZOB |
| 340   | Jaderberg – /Wiefelstede – Liethe – Rastede – Wahnbek – Nadorster Straße – Hbf/ZOB – Nordstraße – Holler Landstraße – IKEA – Bäko – Kloster Blankenburg |
| 350   | ZOB – Hauptbahnhof Süd – Lappan – Ammerländer Heerstraße – Oldenburg Universität – Famila (XXL/Wechloy) – Ofen – Wehnen - Westerholtsfelde – Haarenstroth – Kayhausen, Bremer Schlüssel – Aschhausen – Bad Zwischenahn (Bus endet alle 60 min hier) – Rostrup – Elmendorf – Langebrügge – Gießelhorst – Hüllstede – Westerstede |

### Regionallinien des Weser-Ems-Bus und der Verkehrsbetriebe Oldenburger Land (VOL)
| Linie | Linienführung |
| ----- | --- |
| 270   | Wildeshausen – Dötlingen – Neerstedt – Kirchhatten – Oldenburg (HunteSprinter)                                             |
| 280   | Friesoythe – Bösel – Wardenburg – Oldenburg                                                                                |
| 289   | Wardenburg – Achternmeer – Oldenburg                                                                                       |
| 330   | Conneforde – Wiefelstede – Borbeck – Neuenkruge – Metjendorf – ZOB - Lappan - Drielake (seit Dez. 2019 Verkehr und Wasser) |
| 380   | (Barßel –) Westerscheps – Edewecht – Jeddeloh – Friedrichsfehn – Oldenburg (seit Dezember 2015 „Bruns Reisen“)             |
| 440   | Bremerhaven – Blexen – Nordenham – Brake – Oldenburg (Weser Sprinter)                                                      |
| 460   | Oldenburg–Elsfleth-Oberhammelwarden                                                                                        |
| 910   | Friesoythe – Edewechterdamm – Husbäke – Oldenburg (HanseSprinter)                                                          |

### Schnellbuslinien
| Linie | Linienführung                               |
| ----- | ------------------------------------------- |
| S35   | Westerstede – Oldenburg                     |
| S99   | Oldenburg – Vechta, Stoppelmarkt (saisonal) |

### VWG Nachtbusse
| Linie | Linienführung |
| ----- | --- |
| N36   | Lappan – Alexanderstraße – Fliegerhorst – Langenweg – Wilhelmshavener Heerstraße – Nadorst – Ohmstede – ZOB – Lappan                                 |
| N37   | Lappan – Bürgerfelde – Bhf Ofenerdiek – Ofenerfeld – Rauhehorst – Lappan                                                                             |
| N38   | Lappan – Universität – Bloherfelde – Petersfehn – Friedhof Eversten – Stadion Marschweg – Lappan                                                     |
| N39   | Lappan – Bremer Straße – Klingenbergplatz – Bümmerstede – Kreyenbrück – Klingenbergplatz – Klinikum Oldenburg – Bremer Straße – Lappan               |
| N40   | Lappan – Bremer Straße – Bhf Osternburg – Bümmerstede – Krusenbusch – Sportpark Osternburg – Bhf. Osternburg – Bremer Straße – Lappan                |
| N41   | Lappan – Bremer Straße – Mohrstraße – Wirtschaftspark Sandkrug – Bahnhof Sandkrug – Hotel Ripken – Borchersweg – Mohrstraße – Bremer Straße – Lappan |

### VBN-Nachtschwärmer/Nachteule Ammerland
| Linie | Linienführung                                                             |
| ----- | ------------------------------------------------------------------------- |
| N27   | Oldenburg – Sandkrug – Kirchhatten – Neerstedt – Wildeshausen FUN FACTORY |
| N25   | Oldenburg – Wardenburg – Großenkneten – Ahlhorn                           |
| N31   | Oldenburg – Rastede – Wiefelstede – Tange                                 |
| N32   | Oldenburg – Bad Zwischenahn – Westerstede – Tange                         |
| N34   | Oldenburg – Edewecht – Tange – Augustfehn                                 |
| N35   | Oldenburg – Bad Zwischenahn – Edewecht – Friesoythe                       |

## Bildergalerie

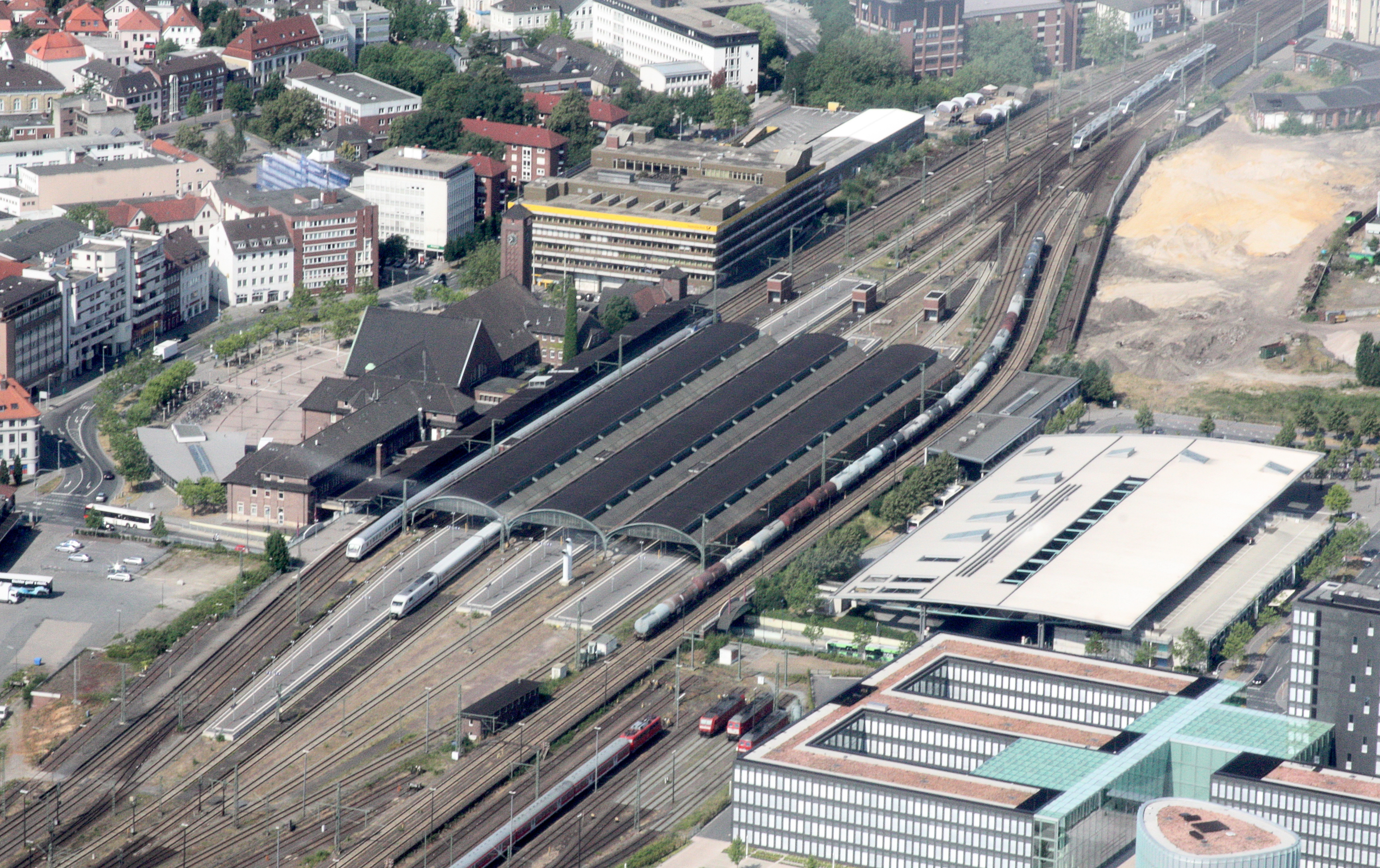
Luftbild
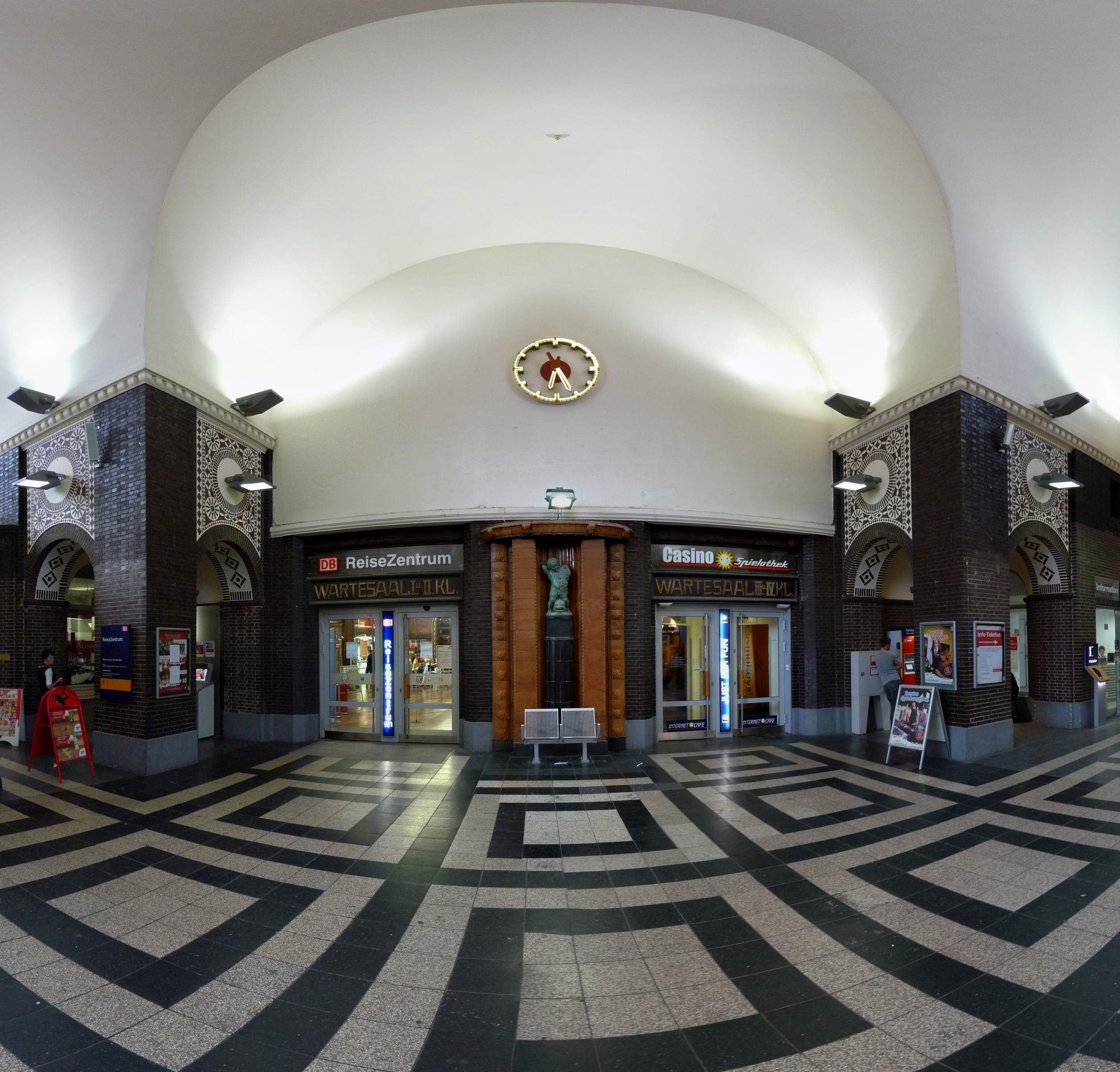
Innenansicht
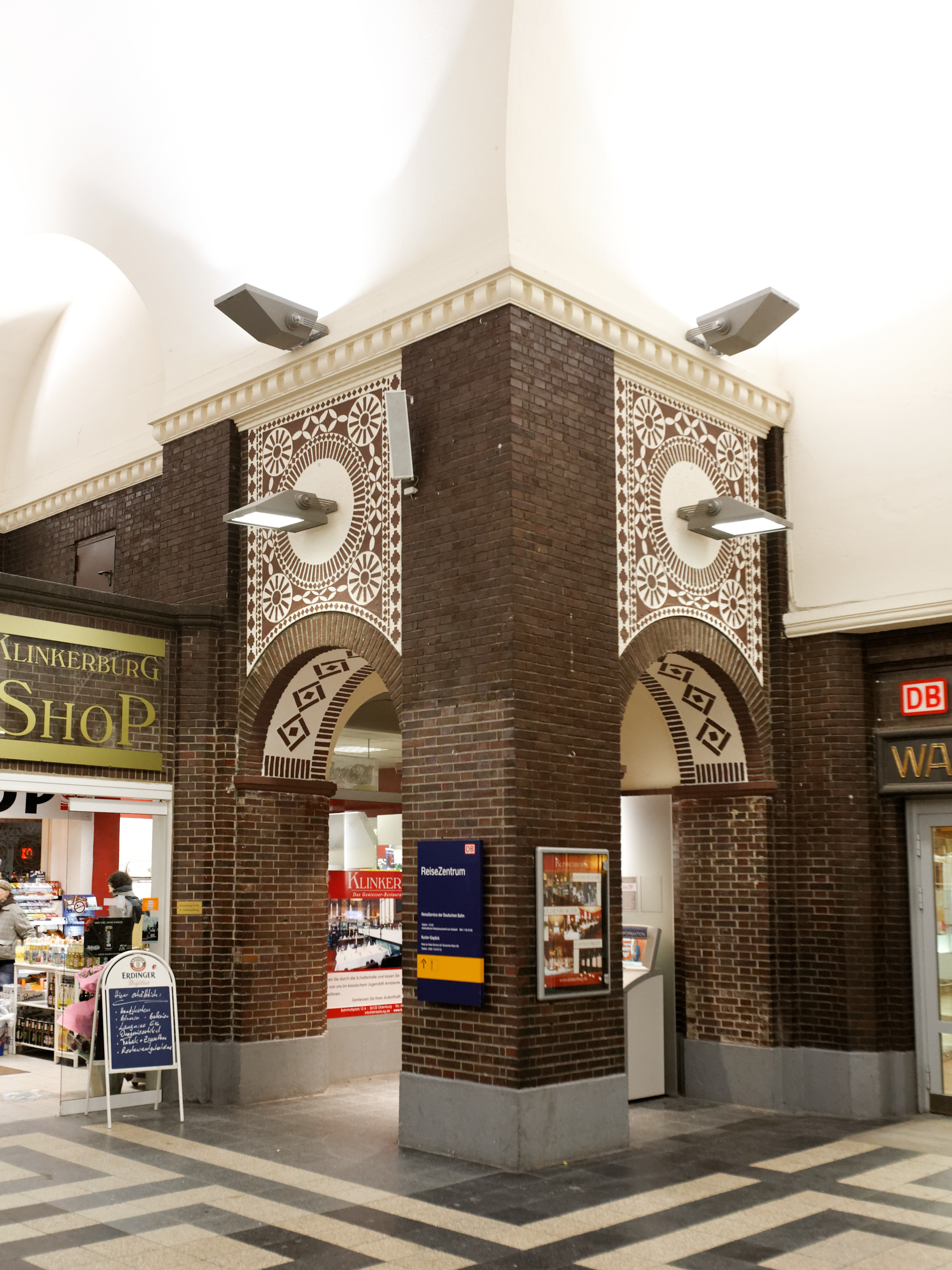
Innenansicht
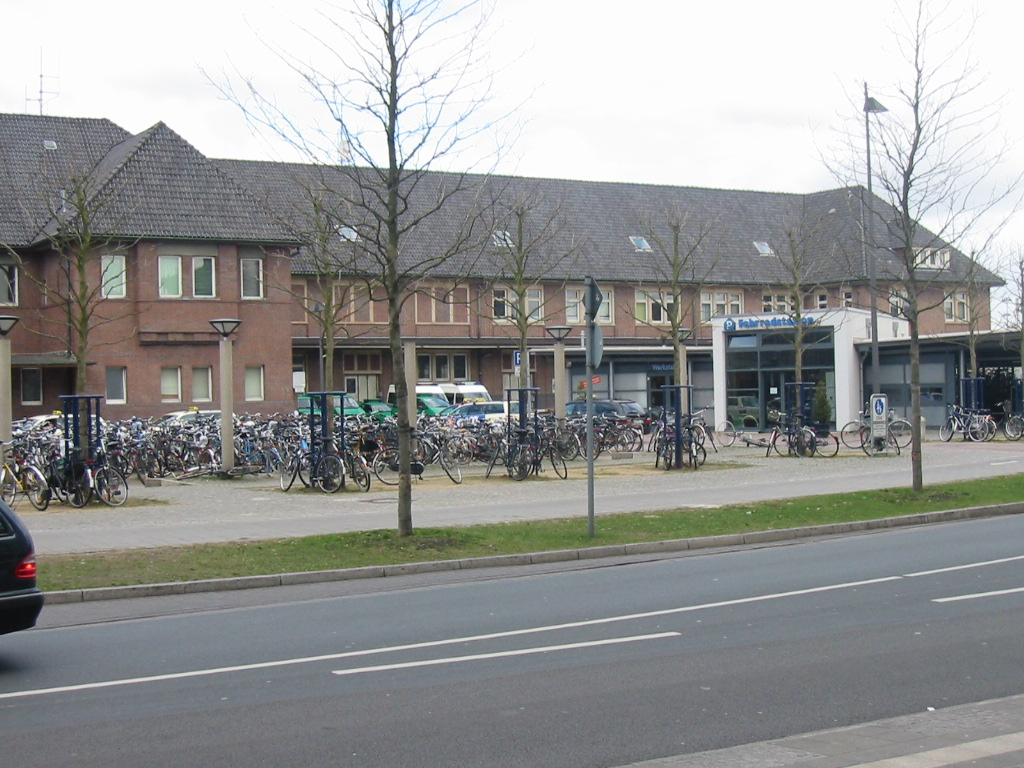
Südseite mit Fahrradstation
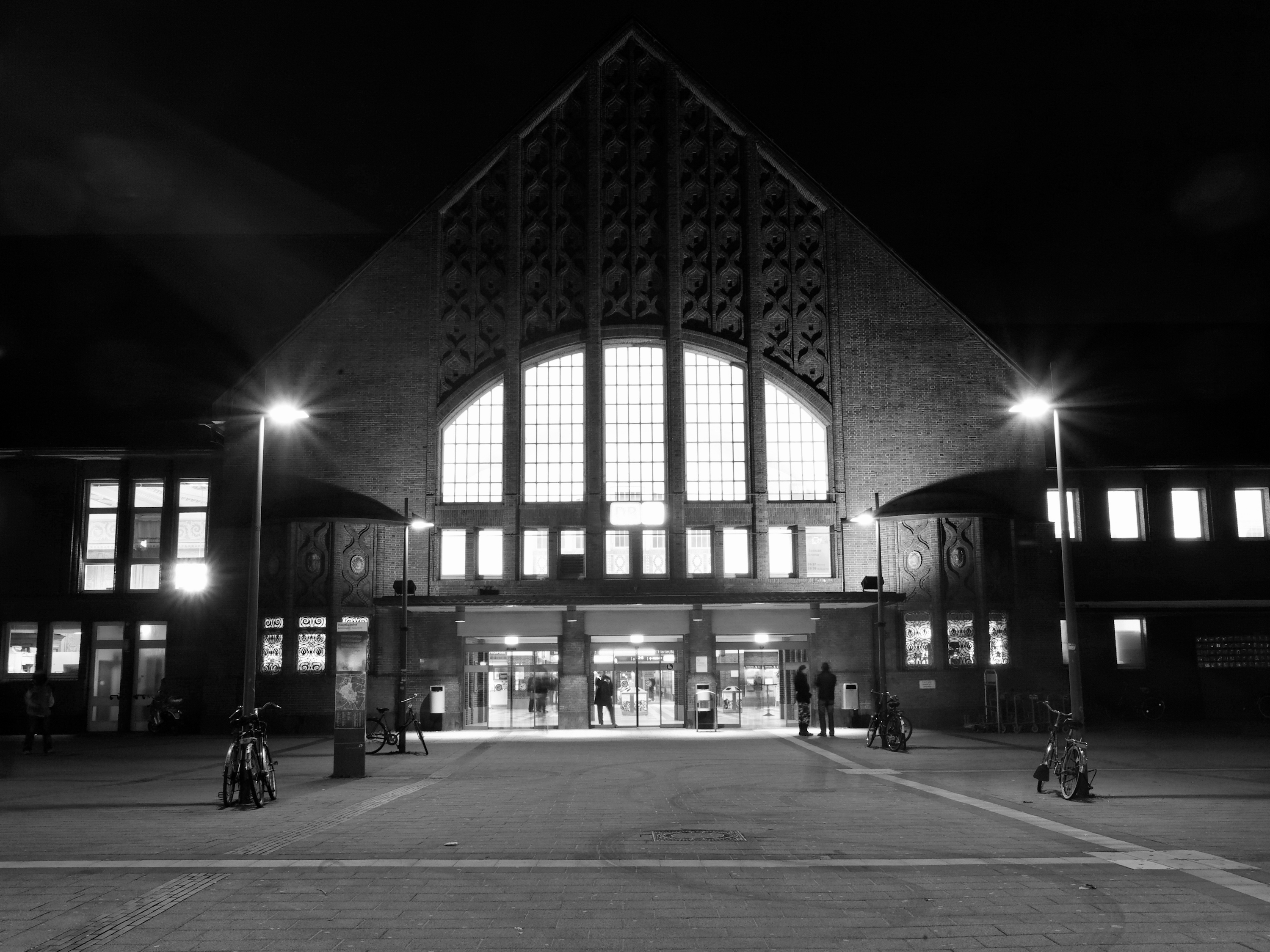
Bei Nacht
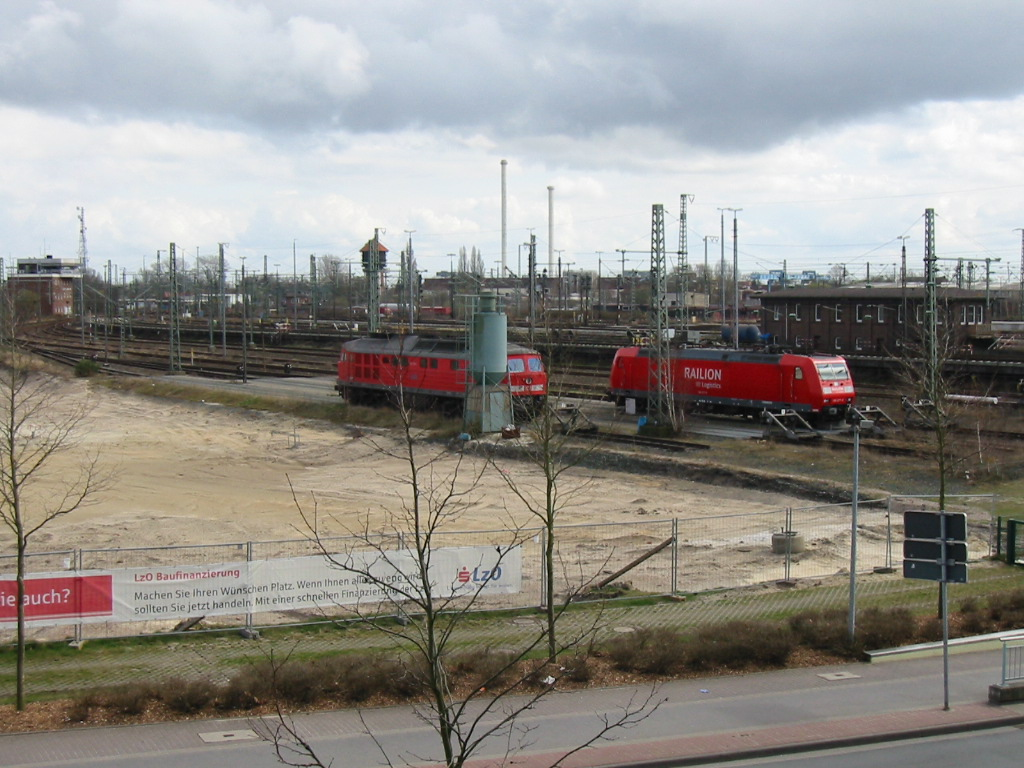
Rangier- und Abstellgleise
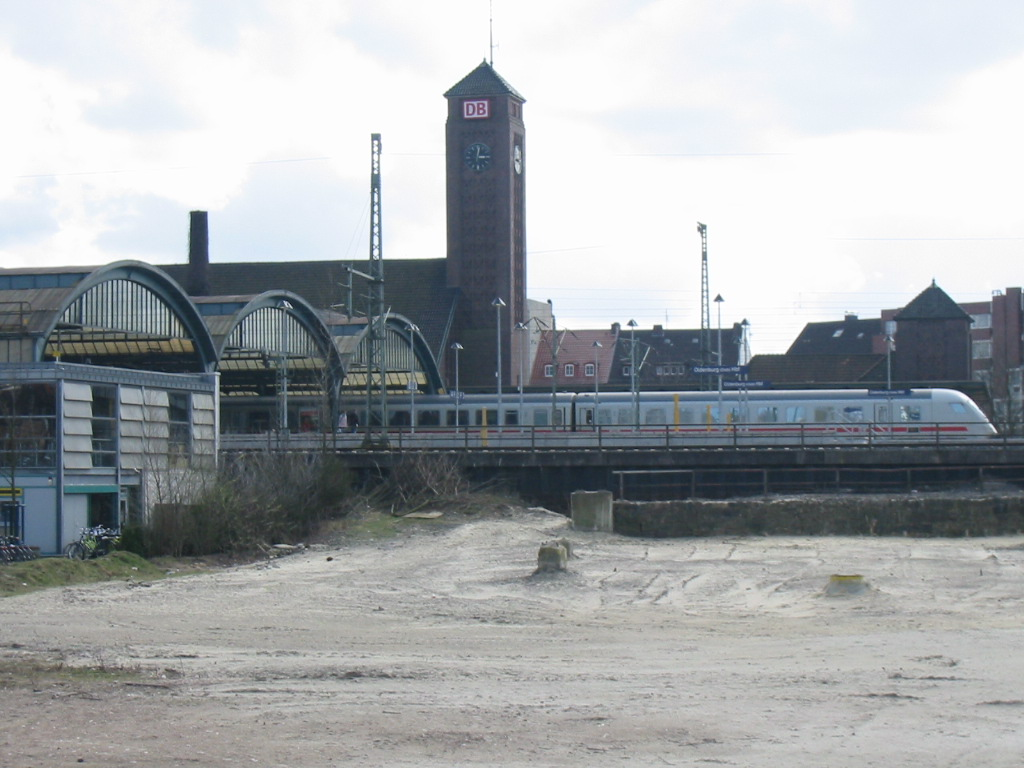
Nordseite
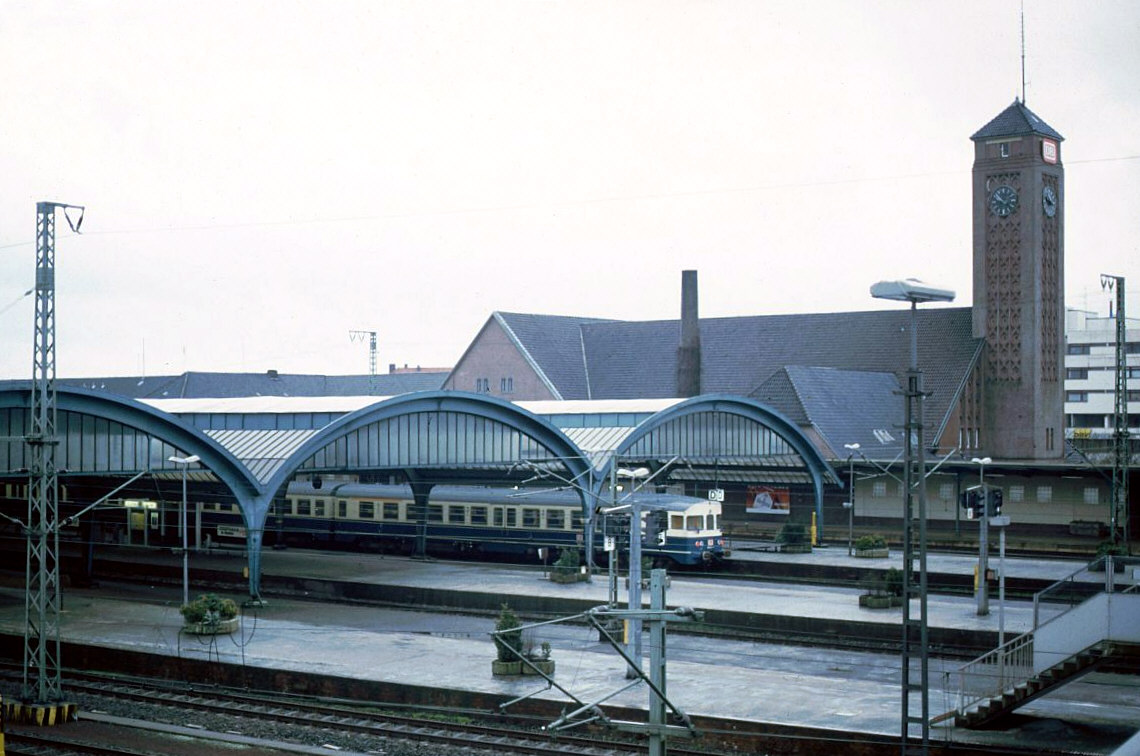
Im Jahr 1995
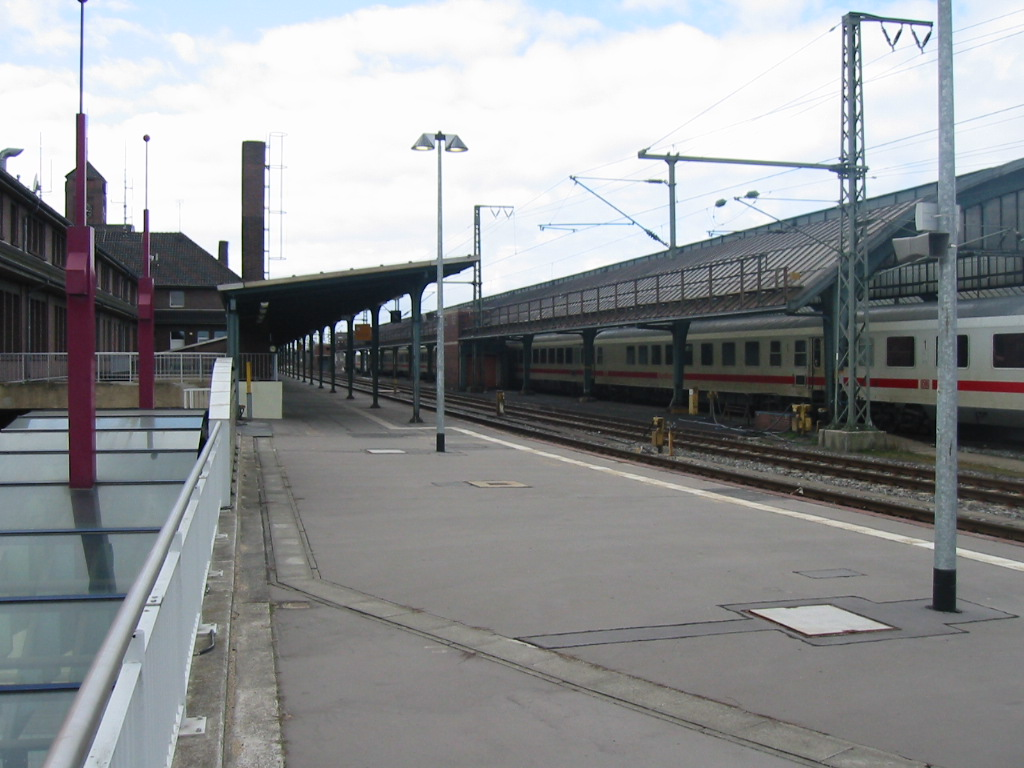
Bahnsteig Gleis 1
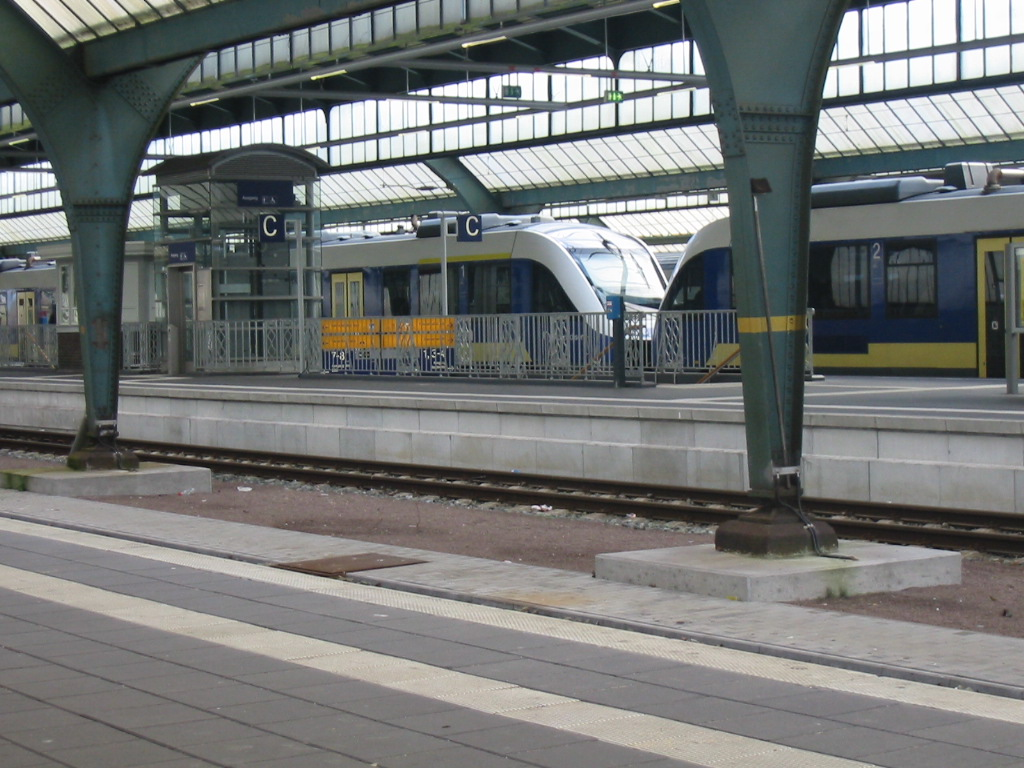
NordWestBahn auf Gleis 4